# Clymenopsis californiensis
Clymenopsis californiensis är en ringmaskart som beskrevs av Hartman 1963. Clymenopsis californiensis ingår i släktet Clymenopsis och familjen Maldanidae. Inga underarter finns listade i Catalogue of Life.